# Gliese 777 c

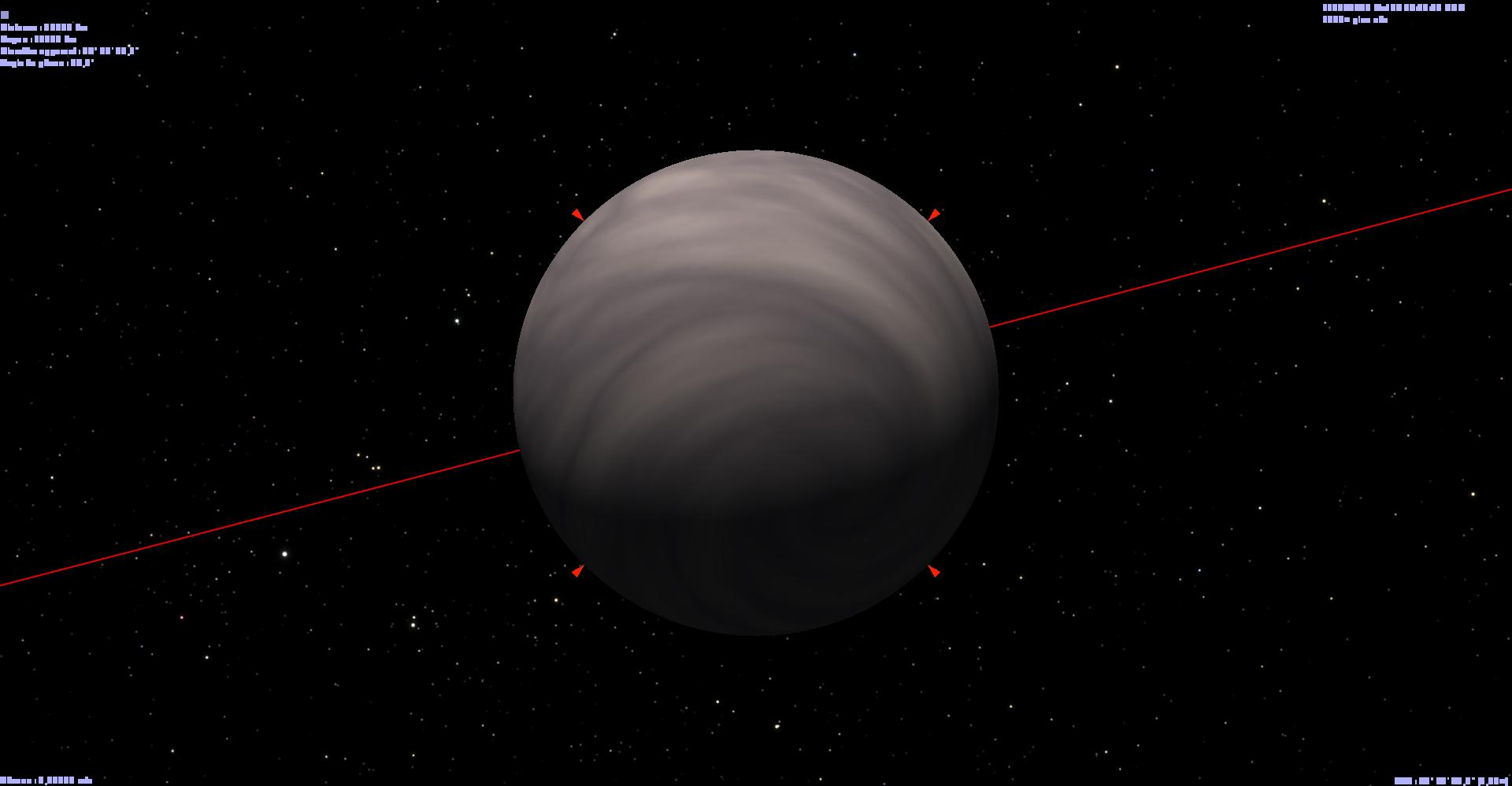
Planeta Gliese 777 c.

Gliese 777 c, também cohecido como  Gliese 777 Ac ou simplesmente HD 190360 c, é um planeta extrassolar situado a cerca de 52 anos luz de distância da Terra, na constelação Cygnus. O planeta foi descoberto orbitando a estrela primária de Gliese 777 a uma distância de 0,128 UA, em junho de 2005 usando o método da velocidade radial. Neste momento foi chamado foi chamado "o menor planeta extrassolar descoberto"[carece de fontes?], que atualmente já não é. Com uma massa 18 vezes maior que a da Terra, é provável que seja um Netuno quente ou um planeta telúrico gigante (uma Super-Terra).